# Limită a unei funcții
În calculul diferențial și calculul integral un concept important este cel de limită a unei funcții.

## Limita unei funcții într-un punct
Conceptul de limită a unei funcții într-un punct este folosit în studiul continuității, derivatei, integralei și alte studii.
Considerând o funcție {\displaystyle f:A\subset \mathbb {R} ^{1}\rightarrow \mathbb {R} ^{1}.\!} se analizează comportamentul lui {\displaystyle f(x)\!} atunci când x se apropie de o valoare reală fixată xo.
Pentru aceasta se presupune că f(x) este definită pentru orice x care se apropie de xo.
Cu alte cuvinte, se presupune că domeniul de definiție A conține o  mulțime de forma {\displaystyle (x_{0}-r,x_{0})\cup (x_{0},x_{0}+r)\!} unde {\displaystyle r>0.\!}
Definiție („definiția cu ε (epsilon) și δ (delta)”):
Funcția f are limita l în punctul xo dacă pentru orice {\displaystyle \epsilon >0\!} există un număr {\displaystyle \delta =\delta (\epsilon )>0\!} astfel ca {\displaystyle |f(x)-l|<\epsilon ,\;\forall x\in A,\;x\neq x_{0}\!} și {\displaystyle |x-x_{0}|<\delta .\!}
Faptul că funcția f are limita l în punctul xo se notează:
{\displaystyle \lim _{x\to x_{0}}f(x)=l\!} sau {\displaystyle f(x){\underset {x\to x_{0}}{\rightarrow }}l.\!}
Definiție („definiția cu șiruri”):
Se spune că funcția f are limita l (finită sau infinită) în punctul {\displaystyle x_{0}} dacă pentru orice șir {\displaystyle \{x_{n}\}_{n\in \mathbb {N} }} convergent către {\displaystyle x_{0}\;(x_{n}\in E,\;x_{n}\neq x_{0})} șirul valorilor funcției {\displaystyle \{f(x_{n})\}_{n\in \mathbb {N} }} este convergent către l.

### Cazuri limită
Pentru cazul când unul sau amândouă numerele xo și l nu sunt finite, există următoarele definiții:
{\displaystyle 1^{\circ }.\quad \lim _{x\to \infty }=l\;}   înseamnă: pentru orice {\displaystyle \epsilon >0,} există un {\displaystyle \delta (\epsilon ),} astfel încât oricare ar fi {\displaystyle x\in E} cu proprietatea {\displaystyle x>\delta (\epsilon )} să avem {\displaystyle |f(x)-l|<\epsilon .}
{\displaystyle 2^{\circ }.\quad \lim _{x\to -\infty }f(x)=l\;}   înseamnă: pentru orice {\displaystyle \epsilon >0,} există un {\displaystyle \delta (\epsilon ),} astfel încât oricare ar fi {\displaystyle x\in E} cu proprietatea {\displaystyle x<\delta (\epsilon )} să avem {\displaystyle |f(x)-l|<\epsilon .}
{\displaystyle 3^{\circ }.\quad \lim _{x\to x_{0}}f(x)=+\infty \;}   înseamnă: pentru orice {\displaystyle \epsilon } există un {\displaystyle \delta (\epsilon )>0,} astfel încât oricare ar fi {\displaystyle x\in E,\;x\neq x_{0}} cu proprietatea {\displaystyle |x-x_{0}|<\delta (\epsilon )} să avem {\displaystyle f(x)>\epsilon .}
{\displaystyle 4^{\circ }.\quad \lim _{x\to x_{0}}f(x)=-\infty \;}   înseamnă: pentru orice {\displaystyle \epsilon } există un {\displaystyle \delta (\epsilon )>0,} astfel încât oricare ar fi {\displaystyle x\in E,\;x\neq x_{0}} cu proprietatea {\displaystyle |x-x_{0}|<\delta (\epsilon )} să avem {\displaystyle f(x)<\epsilon .}
{\displaystyle 5^{\circ }.\quad \lim _{x\to +\infty }f(x)=+\infty \;}   înseamnă: pentru orice {\displaystyle \epsilon } există un {\displaystyle \delta (\epsilon ),} astfel încât oricare ar fi {\displaystyle x\in E,\;} cu proprietatea {\displaystyle x>\delta (\epsilon )} să avem {\displaystyle f(x)>\epsilon .}
{\displaystyle 6^{\circ }.\quad \lim _{x\to x_{0}}f(x)=-\infty \;}   înseamnă: pentru orice {\displaystyle \epsilon } există un {\displaystyle \delta (\epsilon )>0,} astfel încât oricare ar fi {\displaystyle x\in E,\;} cu proprietatea {\displaystyle |x-x_{0}|<\delta (\epsilon )} să avem {\displaystyle f(x)<\epsilon .}
{\displaystyle 7^{\circ }.\quad \lim _{x\to -\infty }f(x)=+\infty \;}   înseamnă: pentru orice {\displaystyle \epsilon } există un {\displaystyle \delta (\epsilon ),} astfel încât oricare ar fi {\displaystyle x\in E,\;} cu proprietatea {\displaystyle x<\delta (\epsilon )} să avem {\displaystyle f(x)>\epsilon .}
{\displaystyle 8^{\circ }.\quad \lim _{x\to -\infty }f(x)=-\infty \;}   înseamnă: pentru orice {\displaystyle \epsilon } există un {\displaystyle \delta (\epsilon ),} astfel încât oricare ar fi {\displaystyle x\in E,\;} cu proprietatea {\displaystyle x<\delta (\epsilon )} să avem {\displaystyle f(x)<\epsilon .}

## Limite laterale ale unei funcții
Definiție:
Se spune că funcția {\displaystyle f:E\subseteq \mathbb {R} \to \mathbb {R} } are în punctul {\displaystyle x_{o}} (punct de acumulare al mulțimii E) limita la stânga {\displaystyle l_{s}}, dacă pentru orice vecinătate U a lui {\displaystyle l_{s}} există o vecinătate V a lui {\displaystyle x_{o}}, astfel încât, oricare ar fi {\displaystyle x<x_{0},\;x\in V\cap E,} să avem {\displaystyle f(x)\in U.}
Se notează:
{\displaystyle \lim _{\begin{matrix}x\to x_{0}\\x<x_{0}\end{matrix}}f(x)=f(x_{0}-0)=l_{s}.}
În mod similar se definește limita la dreapta și se notează:
{\displaystyle \lim _{\begin{matrix}x\to x_{0}\\x>x_{0}\end{matrix}}f(x)=f(x_{0}+0)=l_{d}.}

## Proprietăți
Teorema 1.
Fie {\displaystyle f:E\subset \mathbb {R} \to \mathbb {R} } o funcție și {\displaystyle x_{0}} un punct de acumulare al lui E.
Dacă {\displaystyle \lim _{x\to x_{0}}f(x)=l,} atunci {\displaystyle \lim _{x\to x_{0}}|f(x)|=|l|.}
Teorema 2.
(Criteriul majorării)
Dacă f și g sunt definite pe E, dacă {\displaystyle \lim _{x\to x_{0}}g(x)=0} și dacă există un număr finit l și o vecinătate V a lui {\displaystyle x_{0}}, astfel încât să fie valabilă inegalitatea {\displaystyle |f(x)-l|\leq g(x),} pentru orice {\displaystyle x\in V\cap E,\;\;x\neq x_{0}} atunci {\displaystyle \lim _{x\to x_{0}}f(x)=l.}

## Limita unei funcții compuse
Fie funcțiile {\displaystyle u:E\subseteq \mathbb {R} \to F\subseteq \mathbb {R} ;\;\;f:F\subseteq \mathbb {R} \to \mathbb {R} } și funcția compusă:  
{\displaystyle f\circ u:E\subseteq \mathbb {R} \to \mathbb {R} ,\;(f\circ u)(x)=f(u(x))}
pentru {\displaystyle x\in E.}
Fie {\displaystyle x_{0}} un punct de acumulare al lui E și {\displaystyle u_{0}} un punct de acumulare al lui F.
Teoremă.
Dacă {\displaystyle \lim _{x\to x_{0}}u(x)=u_{0}} și dacă {\displaystyle \lim _{u\to u_{0}}f(u)=l,} atunci funcția compusă {\displaystyle f\circ u} are limită în {\displaystyle x_{0}} și 
{\displaystyle \lim _{x\to x_{0}}f(u(x))=\lim _{u\to u_{0}}f(u)=l.}